# Rete Veneta
Rete Veneta è un'emittente televisiva locale visibile in Veneto e Friuli Venezia Giulia, la cui sede è in via Melchiorazzo 7 a Bassano del Grappa (Vicenza). L'emittente è visibile, in Veneto, al canale 14 del digitale terrestre ed è diretta da Luigi Bacialli. Il vicedirettore è Ferdinando Avarino.

## Storia
Nata nel 1977 con il nome di TeleRadioVeneto, negli anni '80 la rete assume la denominazione di TeleRadio Diffusione Bassano. Nei primi anni '90 acquista la frequenza della tv padovana Canale 30, legata al gruppo di Telepadova, e nel 1997 prende il nome di Bassano Tv. Nel 2004 si unisce all'emittente lombarda TvSet, rilevata dalla società Telenord di Milano. L'emittente bassanese copre tutto il Veneto e il Friuli Venezia Giulia. Nel 2006 diventa Rete Veneta.
È un canale televisivo d'impronta generalista, attenta alle news e al racconto dei fatti del territorio. All'inizio, dal 2006, concentrandosi nell'area del Bassanese e della provincia di Treviso, con due redazioni e altrettanti telegiornali dedicati, poi via via allargando il raggio d'azione su Venezia (2008) e su Padova (2009), con l'apertura di due nuove redazioni e l'avvio di specifici notiziari provinciali con edizioni giornaliere. Nel 2009 l'emittente contava su 4 sedi e altrettante redazioni, con 4 telegiornali (TG Bassano, TG Treviso, TG Venezia, TG Padova) ciascuno con due edizioni giornaliere. 
La tv ha coperto con dirette e speciali alcuni fatti di cronaca, come la "non stop" del 2007 sull'incendio che ha distrutto lo stabilimento De'Longhi a Treviso e le alluvioni del novembre 2010 che hanno colpito varie zone del Veneto. 
L'approfondimento di Rete Veneta è affidato alla trasmissione Focus, talkshow serale con ospiti in studio condotto dal direttore Luigi Bacialli. I fatti di cronaca e i grandi temi politici sono al centro del dibattito, dal martedì al venerdì sera, letti e discussi dalla prospettiva del Veneto. 
I telegiornali di Rete Veneta incentivano la partecipazione dei telespettatori, con rubriche come ...e io chiamo Rete Veneta, per segnalare un problema e cercare di risolverlo, o pubblicando i commenti inviati in redazione su temi specifici come in Linea diretta.
Anche la politica viene seguita diffusamente da Rete Veneta, con attenzione sia per le dinamiche regionali che comunali, assicurando copertura dei vari appuntamenti elettorali con speciali elettorali, risultati e collegamenti in diretta.
Nel dicembre 2016 la società editrice di Rete Veneta Teleradio Diffusione Bassano S.r.l. si aggiudica l'asta giudiziaria della storica emittente trevigiana Antenna Tre Veneto, finita in procedura fallimentare, e nel 2017 nasce il gruppo televisivo Medianordest, che comprende Antenna Tre Veneto, Rete Veneta, TNE Telenordest e Telequattro.
Un easter egg di Rete Veneta è apparso nel film del 2019 Spiderman: Far from home: in essa si vede un breve servizio fittizio condotto dalla giornalista Tatiana Lunardon riguardante l'attacco di una creatura marina emersa dal Canal Grande.

## Programmi
- Focus (talk show che tratta tutti i temi di attualità)
- TG Padova (notizie dal territorio padovano)
- TG Treviso (notizie dal territorio trevigiano)
- TG Venezia (notizie dal territorio veneziano)
- TG Bassano (notizie dal territorio bassanese e dall'Alta padovana)
- TG Vicenza (notizie dal territorio vicentino)
- Linea Diretta
- La Tv dei Ragazzi
- Idea Formazione Nordest
- Periscopio
- Salute e Benessere
- In tempo (previsioni meteo e almanacco del giorno)
- Preghiera del santo rosario (recita del santo rosario dalle chiese venete)
- La santa messa
- Veneti schiacciati dalla crisi
- AgriCultura
- Sveglia Veneti!
- Borsa e mercati (notizie sull'andamento di borsa e mercati)
- Itinerari d'emozione (trasmissione turistica dedicata all'antica repubblica serenissima)
- Focus auto (novità sul mondo delle automobili)
- Shopping time (televendite)
- Festa in piazza (varietà) ritrasmissione da Telelombardia

## Redazioni
- Tg Bassano (Via Melchiorazzo 7, Bassano del Grappa)
- Tg Treviso (Via Fontane 83, Villorba)
- Tg Venezia (Via Sertorio Orsato 3/D, Marghera)
- Tg Padova (Via Venezuela 15, Camin)
- Tg Vicenza (Via Zamenhof 817, Vicenza)